# Ernst Flückiger (Historiker)
Ernst Flückiger (* 5. Juni 1890 in Biel; † 31. Dezember 1969 in Murten) war ein Schweizer Lehrer, Heimatforscher und Bühnenautor.

## Leben

### Familie
Ernst Flückiger war der Sohn des Schreiners Johann Gottlieb Flückiger und dessen Ehefrau Magdalena (geb. Zurbuchen); er hatte noch fünf Geschwister.
Er war seit dem 19. April 1943 mit der Lehrerin Netta (geb. Rychener) († Oktober 1981) aus Signau verheiratet.

### Werdegang
Ernst Flückiger besuchte das Gymnasium Biel und bestand 1909 die Matura. An der Universität Bern bereitete er sich auf das höhere Lehramt vor. Das Studium wollte er zunächst für zwei Jahre unterbrechen und in dieser Zeit die finanziellen Mittel zu verdienen, um das Studium dann fortsetzen zu können. Er erhielt 1911 sein Sekundarlehrerdiplom in Sprache und Geschichte; 1919 promovierte er an der Philosophischen Fakultät der Universität Bern zum Dr. phil. mit der Dissertation Militärgeschichte der gemeinen Herrschaft Murten, mit dem er sein Geschichtsstudium abschloss.
Von 1912 bis 1961 war er Lehrer an der Sekundarschule von Murten und in dieser Zeit wurde er 1933 zum Direktor vorgeschlagen; 1952 wurde er durch den freiburgischen Staatsrat zum Schuldirektor der Stadtschulen von Murten ernannt.

### Heimatkundliches und schriftstellerisches Wirken
Als Historiker des Murtenbiets betätigte Ernst Flückiger sich als Autor und Organisator von lokalen Festspielen; hierbei wirkte er als Vermittler zwischen den deutsch- und französischsprachigen sowie den katholischen und reformierten Bewohnern der Gegend.
Anlässlich des 450. Gedenktags der Murtenschlacht, verfasste er 1926 ein Festspiel, dem weitere folgten.
Er war Mitarbeiter des historisch-biographischen Lexikons der Schweiz und richtete 1961 das Stadtarchiv von Murten ein und betreute es bis zu seinem Tod.
Er ordnete und konservierte das Gut des Historischen Museums im Keller des neuen Sekundarschulhauses, bis dieses 1978 in das Museum Murten verbracht werden konnte. 

## Ehrungen und Auszeichnungen
- Am 7. Februar 1952 wurde Ernst Flückiger, ... für die hervorragenden, in seinem Amte geleisteten Dienste und für den Ruf, den er Murten durch seine historischen Arbeiten und seine literarischen Werke verschafft hat, zum Ehrenbürger von Murten ernannt[8]. Hierbei erhielt er eine Schliffscheibe (gläserne Wappenscheibe), die das Murtener Stadtsiegel aus dem 12. Jahrhundert darstellt, von der Stadt geschenkt; seine Ehefrau verfügte, dass diese Schliffscheibe nach ihrem Tod dem Historischen Museum zu übergeben sei und war darauf im Ernst-Flückiger-Zimmer des Museums zu sehen[9].
- 1963 erhielt er den ersten Kulturpreis der Deutschfreiburgischen Arbeitsgemeinschaft (heute Kultur Natur Deutschfreiburg[10])[11]; die Laudatio[12] hielt der Hochschullehrer und Germanist Eduard Studer[13].

## Mitgliedschaften
- Ernst Flückiger war seit 1936 Vorstandsmitglied und wurde 1962[14] Vizepräsident des Deutschen Geschichtsforschenden Vereins des Kantons Freiburg, war Mitglied des Schweizerischen Schriftstellervereins und Mitglied des Freiburger Instituts.
- Er gehörte auch dem Freiburgischen Schriftstellerverein an und war deren Vizepräsident.
- Er war Präsident der Sektion Freiburg des Schweizerischen Lehrervereins.
- 1954 wurde er in den Vorstand des Verkehrsvereins Murten gewählt[15].
- Er war Ehrenmitglied des Murtener Männerchors.

## Schriften (Auswahl)
- Militärgeschichte der gemeinen Herrschaft Murten. In: Freiburger Geschichtsblätter, Band 26. 1921. S. 1–245.
- Festspiel zum 450. Gedenktag der Schlacht bei Murten, 1476–1926. Murten 1926.
- Die Belagerung und Schlacht von Murten. Biel: Andres & Cie., 1926.
- Die Reformation in der gemeinen Herrschaft Murten und die Geschichte der reformierten Kirche im Murtengebiet und im Kanton Freiburg. Bern: Hallwag, 1930.
- Das Kadettenkorps von Murten 1835–1935. Murten R. M. Strüby, 1935.
- Der Bieler Ring: Ein Freilichtspiel in 3 Bildern. Biel: Schüler A.G., 1935.
- Die Baugeschichte der Stadt Murten. Aarau: Sauerländer, 1938.
- Ein Spiel vom Frühling. Aarau: Sauerländer, 1938.
- Ernst Flückiger; André Jacot: Murtner Jahrhundertspiel: ein Freilichtspiel in vier Bildern: dem Maennerchor von Murten zu seinem hundertjährigen Bestehen 1838–1938. Murten: R. M. Strüby, 1938.
- E frömde Vogel: ein berndeutsches Spiel mit Gesängen in drei Bildern. Bern: Francke, 1940.
- Murten und der Chenauxhandel 1781. In: Freiburger Geschichtsblätter, Band 39. 1946. doi:10.5169/seals-337051#61, S. 50–62.
- Ernst Flückiger; André Jacot: Land zwischen Völkern: Festspiel zum Freiburgischen Kantonalgesangfest 1946 in Murten. Murten 1946.
- Die Stadtschulen von Murten. Zur Hundertjahrfeier der Sekundarschule von Murten 1950. Murten, 1950.
- Im Spiegel der Zeiten: Vaterländisches Festspiel. Murten, 1952.
- Die Sprachgrenze im Murtenbiet. In: Freiburger Geschichtsblätter, Band 45. 1955–1956. doi:10.5169/seals-337387#32, S. 5–13.
- Josef Reinhart; Ernst Flückiger: Kleines Liederspiel zur Bundesfeier für die Schuljugend. Aarau Sauerländer 1954.
- Murten und der erste Vilmergerkrieg. In: Freiburger Geschichtsblätter, Band 47. 1955–1956. doi:10.5169/seals-337591#13, S. 5–13.
- Murten und der zweite Villmergerkrieg. In: Freiburger Geschichtsblätter, Band 50. 1960–1961. doi:10.5169/seals-337979#106, S. 82–94.
- Das äussere Regiment von Murten: eine Institution zur staatsbürgerlichen Erziehung der Jugend zur Zeit der gemeinen Herrschaft von Bern und Freiburg. In: Freiburger Geschichtsblätter, Band 54. 1966. doi:10.5169/seals-338442#140, S. 85–108.
- Die Trennungsfrage im Murtenbiet 1798–1873. In: Freiburger Geschichtsblätter, Band 57. 1970–1971. S. 209–244.